# Gynekologické modely penilně vaginálního styku
Gynekologické modely penilně vaginálního styku jsou fyziologicko psychologické modely reakce těla během penilně vaginálního styku.
Podle Masterse a Johnsonové, jejichž práce se zabývala genitální anatomií a fyziologií pohlavního styku své poznatky a závěry, které pohlavní styk vyhodnotily jako  zdravou a zcela přirozenou činnost, která je vhodným zdrojem potěšení a intimity, lze pohlavní styk rozdělit na čtyři fáze:
- sexuálního vzrušení (excitační),
- fáze plateau,
- vyvrcholení (orgasmus)
- uvolnění (rezoluce).

##### Sexuální vzrušení (excitace)
Psychické změny ženy vedoucí k sexuálnímu vzrušení jsou doprovázeny somatickými a fyziologickými změnami, které usnadňují pohlavní styk. Neurobiologie sexuálního vzrušení není zcela objasněna. Reakce těla je autonomní a projevuje se v průběhu několika sekund po sexuální stimulaci.

##### Fáze plateau
Fáze je charakterizována zvýšenou frekvencí tepu a vyšším krevním tlakem u obou pohlaví. Také, dechová frekvence je na zvýšené úrovni. Dochází k zvýšení sexuální potěšení zvýšenou stimulací a dalšímu zvýšení svalového napětí. Muži i ženy se mohou také začít mimovolně vokálně projevovat. Během této fáze muži mohou začít vylučovat tekutiny nebo preejakulační tekutinu a varlata začínají stoupat blíže k tělu.
Zmenšuje se průměr poševního vchodu a v dolní třetině pochvy vzniká orgastická manžeta. Dochází k dalšímu zduření malých stydkých pysků a klitorisu. V období před orgasmem se klitoris se stává velmi citlivým. Dostává ze své normální polohy před přední okraj symfýzy a je tedy více přístupný frikčním pohybům penisu. Intenzivnější kontakt s klitorisem je vyvolán přímým tlakem stydkých kostí partnerů. Bartholiniho žlázy zvyšují lubrikaci poševního vchodu a pochvy. Pokud delší čas setrvávají ve fázi plateau bez progrese do orgasmické fáze, může dojít k frustraci.
Pro osoby, které nikdy nedosáhnou orgasmu je to vrchol sexuálního vzrušení.

##### Vyvrcholení

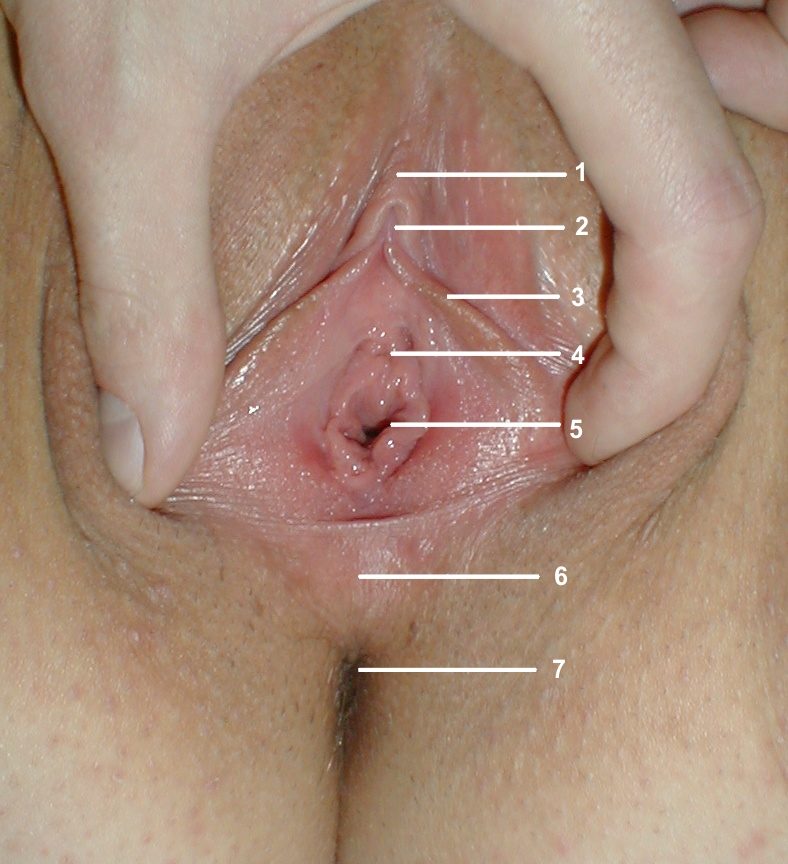
Zevní rodidla ženy:
1 – žalud poštěváčku
2 – poštěváček
3 – levý malý stydký pysk
4 – vyústění ženské močové trubice
5 – vstup do pochvy
6 – hráz
7 – anální otvor

Podle dostupných informací je orgasmus pro člověka nejintenzivnější a nejpříjemnější sexuální vjem. Je doprovázen rychlými cykly svalových kontrakcí v nižších pánevních svalech, které obklopují řitní otvor a primární pohlavní orgány. Jsou způsobeny náhlým uvolněním napětí nahromaděného v průběhu pohlavního styku. Ženy také uvádí zkušenosti s děložními a vaginálními kontrakcemi. Orgasmus je často spojen s jinými mimovolnými úkony včetně vokalizací a svalových křečí v jiných oblastech těla, a obecně euforickými pocity. Srdeční frekvence se dále zvyšuje. Při orgasmu dochází k zvýšení systolického tlaku o 30 – 80 mm Hg a diastolického o 20 – 40 mm Hg. Frekvence dechů je až 40/min. Pokožka těla v oblasti hrudníku a krku zčervená. U ženy se velikost ňader se v reakci na vyvrcholení zvýší o čtvrtinu a dochází k erekci prsních bradavek.
U mužů je orgasmus obvykle spojen s ejakulací a vlnou sexuální rozkoše, zejména v oblasti penisu a beder. Může být výrazně pociťována také mezi dolní části páteře, nebo dolní části zad. Po ejakulaci muže, kdy dochází ke snížení velikosti penisu.
Orgasmus u žen se může různit. Většina žen dosáhne snadněji orgasmu klitoridální stimulací. Celkový pocit je podobný jako u mužského orgasmu. Je obyčejně spojen s nárůstem vaginální lubrikace, ztuhnutím vaginální stěny a celkově rozkoší.  Některé ženy jsou schopny prožít několik orgasmů v krátkém časovém intervalu, během jednoho pohlavního styku.

##### Uvolnění
Fáze uvolnění nastává po orgasmu a umožňuje uvolnění svalů. Krevní tlak klesá a dochází k náhlému uvolnění sexuálního napětí. V této fázi obvykle člověk není schopen opět orgasmu. Penis se zmenšuje než je v ochablém stavu.
Podle Masterse a Johnsonové, ženy mají znovu schopnost orgasmu velmi rychle, pokud mají účinnou stimulaci. Jsou schopny mít více orgasmů v relativně krátkém časovém období. Pro některé ženy je klitoris po vyvrcholení velmi citlivý a další stimulace je zpočátku bolestivá. Po počátečním orgasmu následující orgasmy mohou být pro ženy také silnější nebo příjemnější jak se stimulace hromadí. 

#### Model biopsychosociální sexuální reakce
Krátce poté, co Masters a Johnsonová publikovali svou knihu, několik učenců kritizovalo jejich model cyklu lidské sexuální odezvy. Například, Helena Kaplanová Singerová tvrdila, že Masters a Johnsonová pouze hodnotila sexuální odezvu z fyziologického hlediska, ale je třeba vzít v úvahu psychické, emocionální, a kognitivní faktory. Model biopsychosociální sexuální reakce je založen na představě, že velká část ženské sexuální touhy je spíše responzivní ve smyslu kladné reakce, než spontánní. Intimnost motivuje ženu, aby vyhledala sexuální stimuly, nebo se vůči nim stala responsivní, kladně reagující, přístupná. Tato situace vede ke vzrušení. Cílem pohlavního styku je uspokojení.

#### Kruhový model
Rosemary Basson navrhla alternativní model sexuální odezvy. Tvrdí, že lineární model dobře vysvětluje mužskou sexuální odezvu, ale je to špatně vysvětluje sexuální reakce žen; takže vytvořila kruhový model, který je dále rozvíjen dalšími vědci.